# Universitatea de Economie Națională și Mondială din Sofia
Universitatea de Economie Națională și Mondială (în bulgară Университет за национално и световно стопанство) este cea mai veche școală superioară de economie din Bulgaria, fiind fondată la Sofia în 1920.